# Pero da Kovilja
Pero (Pedro) da Kovilja (port. Pêro da Covilhã) je bio portugalski istraživač i diplomata, značajan za istraživanje Bliskog istoka i istočne obale Afrike.

## Putovanje na istok
Portugalski kralj Žoao II ga je 1487. poslao na misiju, čiji je cilj bio istraživanje Bliskog istoka, nalaženje legendarne hrišćanske države Prezvitera Jovana i otkrivanje gde se može naći cimet i ostale vrste začina. Pošto je dugo bio špijun u Maroku, znao je dobro arapski jezik. S njim je pošao i Afonso de Paiva. Došli su do Rodosa, gde su se predstavili kao arapski trgovci, a odatle odlaze za Aleksandriju i Kairo. Pero da Kovilja nastavlja sam put preko Sinaja do Adena. Iz Adena odlazi avgusta 1488. i kreće prema Somaliji i unutrašnjosti Etiopije. Posle toga putuje do indijskih gradova i vraća se u Hormoz 1489. godine. Od Hormoza nastavlja put prema jugu i kreće se istočnom obalom Afrike sve do Sofale u današnjem Mozambiku. Vratio se u Aden 1490. godine, a iz Adena otišao za Kairo, gde je saznao da je Afonso de Paiva umro. U Kairu sreće dva Jevrejina, koje je poslao kralj Žoao II. Njima je predao beleške sa puta. Nakon dužeg putovanja, tokom kojeg je posetio i Meku, kao prvi hrišćanin koji je to uradio, stiže u Etiopiju 1493. godine. Srdačno ga je primio car Eskender. U Etiopiji se oženio i ostao skoro 30 godina. Beleške Pedra da Kovilje su dobro upoznale Portugalce sa Indijskim okeanom, što je bilo veoma značajno za putovanje Bartolomea Diasa.